# 루마 그로치
루마 그로치(Luma Grothe, 1993년 12월 12일 ~ )는 브라질의 모델이다.